# East Rochester (Pennsylvania)
East Rochester  è una borough degli Stati Uniti d'America, nella contea di Beaver nello Stato della Pennsylvania. Secondo il censimento del 2000 la popolazione è di 623 abitanti.

## Società

### Evoluzione demografica
La composizione etnica vede una prevalenza della razza bianca (95,83%) seguita da quella afroamericana (3,53%), dati del 2000.
| borough di East Rochester Popolazione |     |
| 2000                                  | 623 |
| Stima al 2009                         | 559 |